# خط ۲ متروی پاریس
خط ۲ متروی پاریس یکی از شانزده خط مترو پاریس است. همانطور که از نام آن پیداست این خط دومین خط مترو است که اولین بار   در دسامبر ۱۹۰۰ به کار افتاد و سپس در آوریل  ۱۹۰۳ تکمیل شد و در حال حاضر بین پرت دوفین ( به فرانسوی:Porte Dauphine)و ناسیون( به فرانسوی: Nation) در حرکت است و از آن زمان هیچ تغییری در مسیر حرکت آن داده نشده‌است. طول آن ۱۲٫۴ کیلومتر است و از نظر میزان جمعیتی که از آن استفاده می‌کنند در رده هفتم قرار دارد و در سال ۲۰۰۴ تعداد مسافرین آن ۹۲٫۱ میلیون نفر برآورده شده‌است.

نقشۀ خط 2 مترو پاریس

## نگارخانه

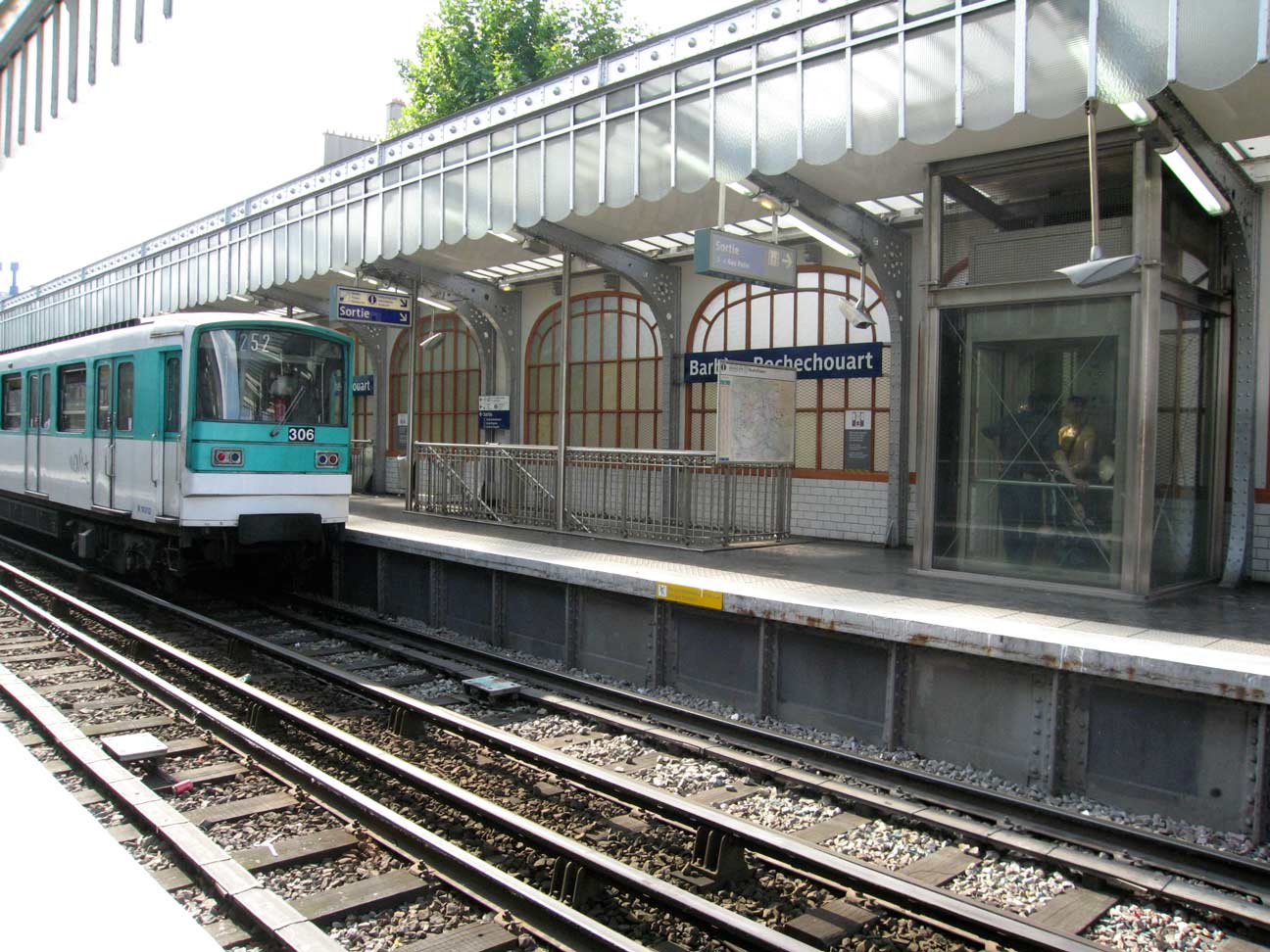
باربس روشوار
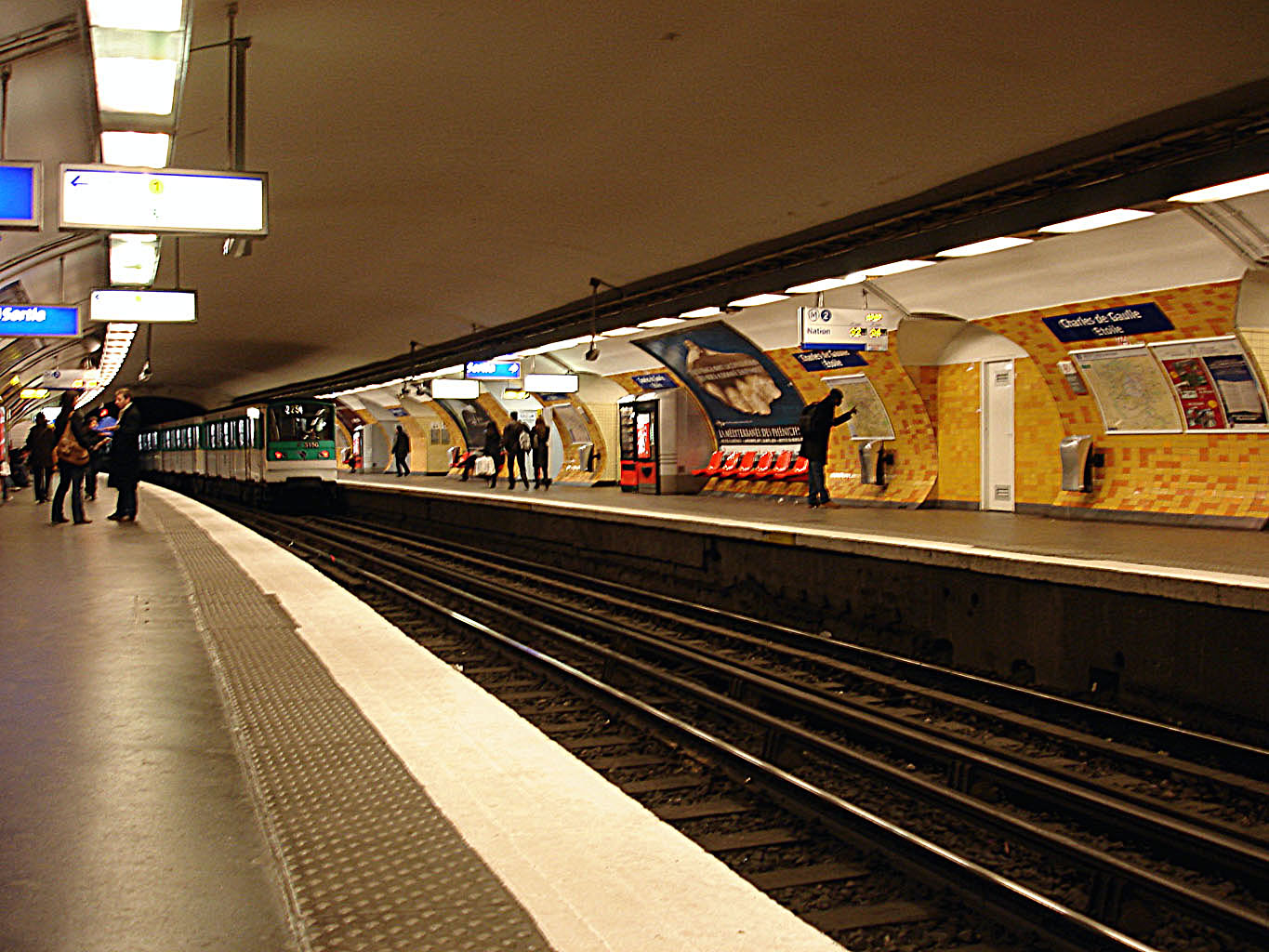
شارل دوگل اتوال
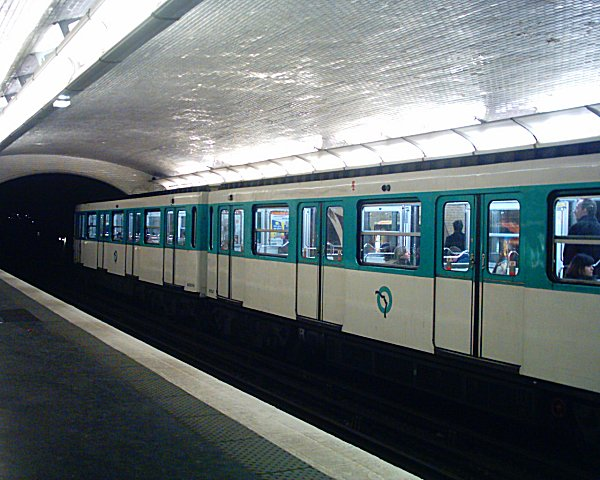
مونسو
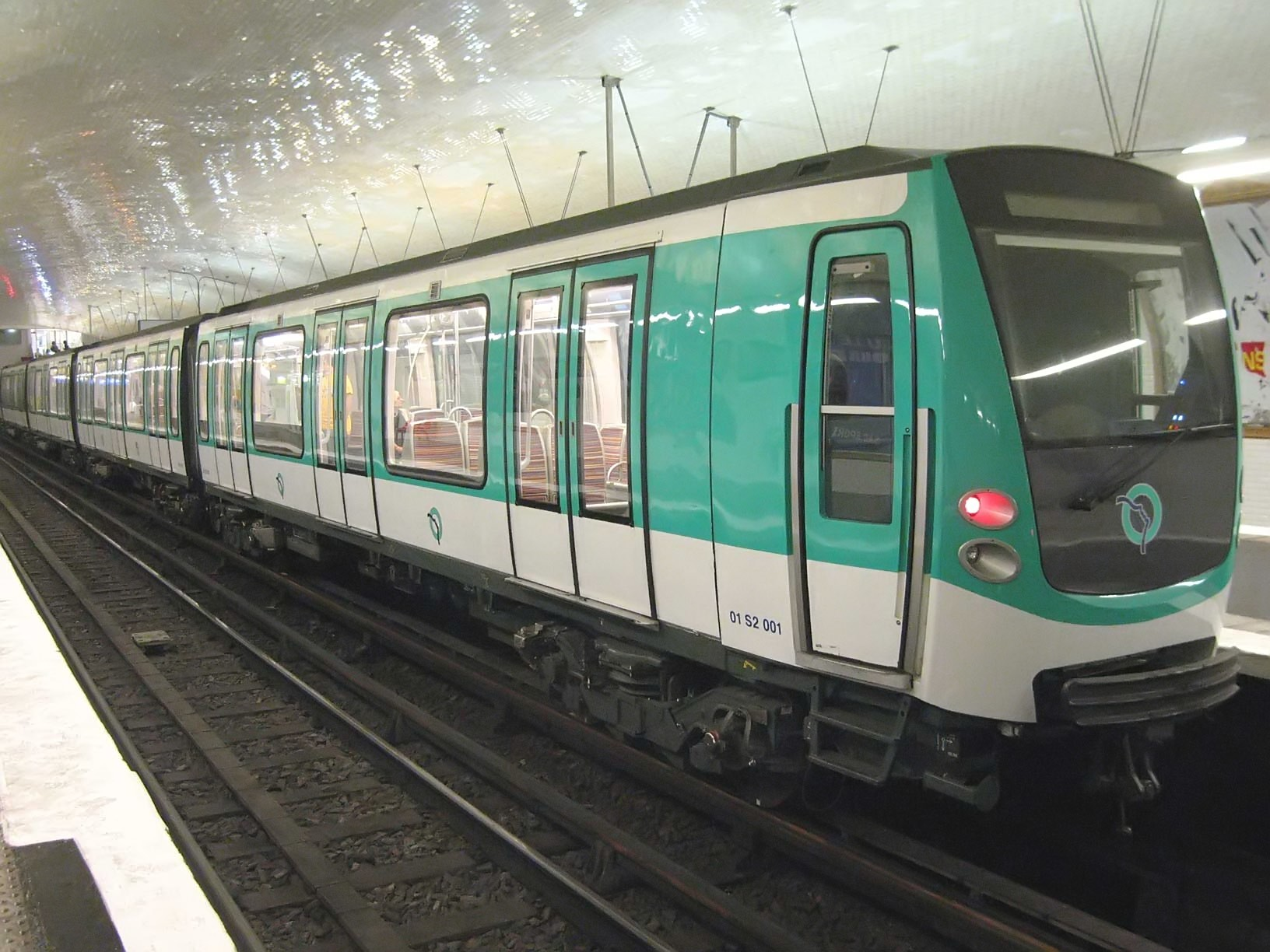
ترن در حال حرکت
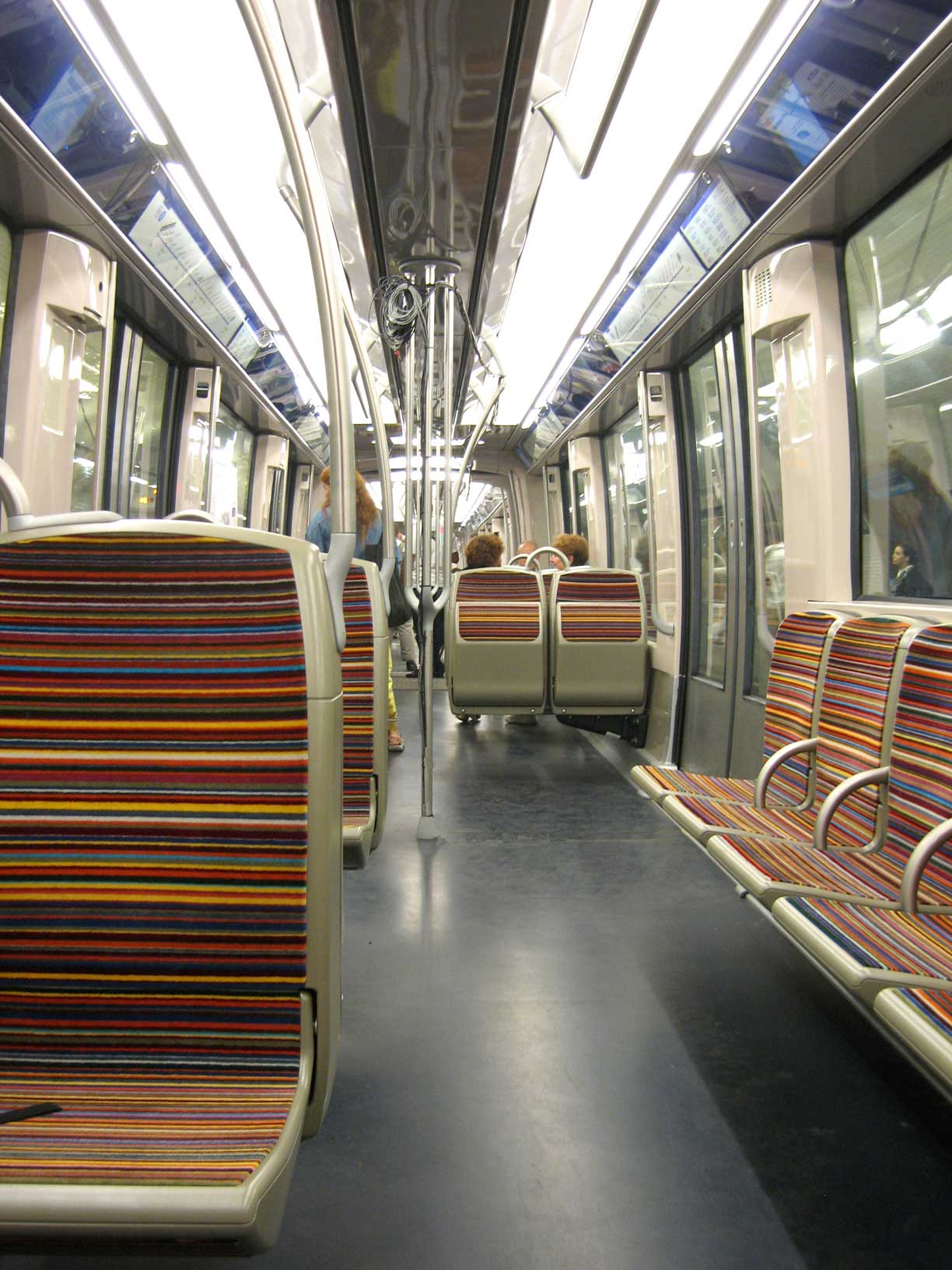
داخل ترن
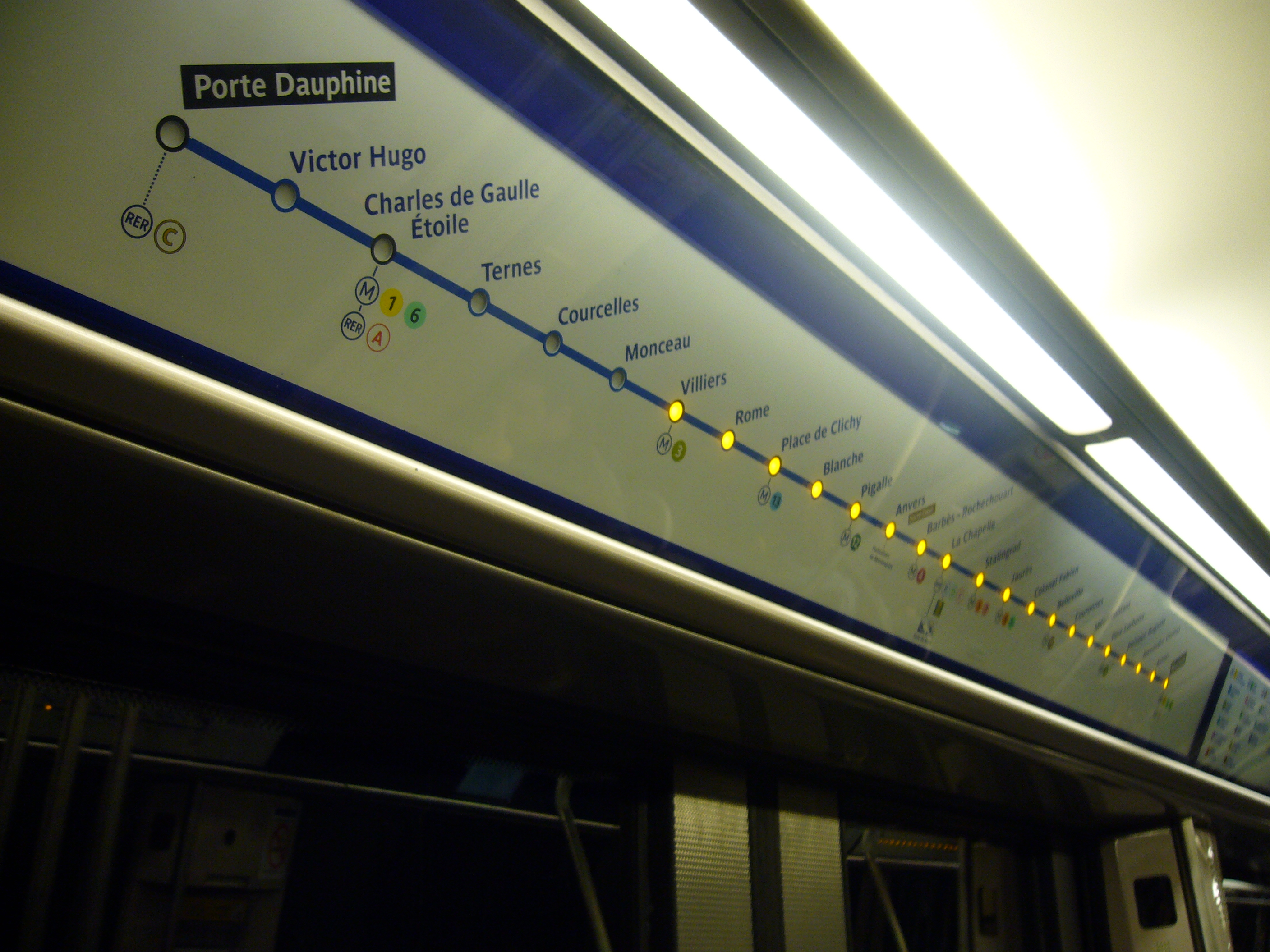
نمایه مسیر حرکت